# A hombros

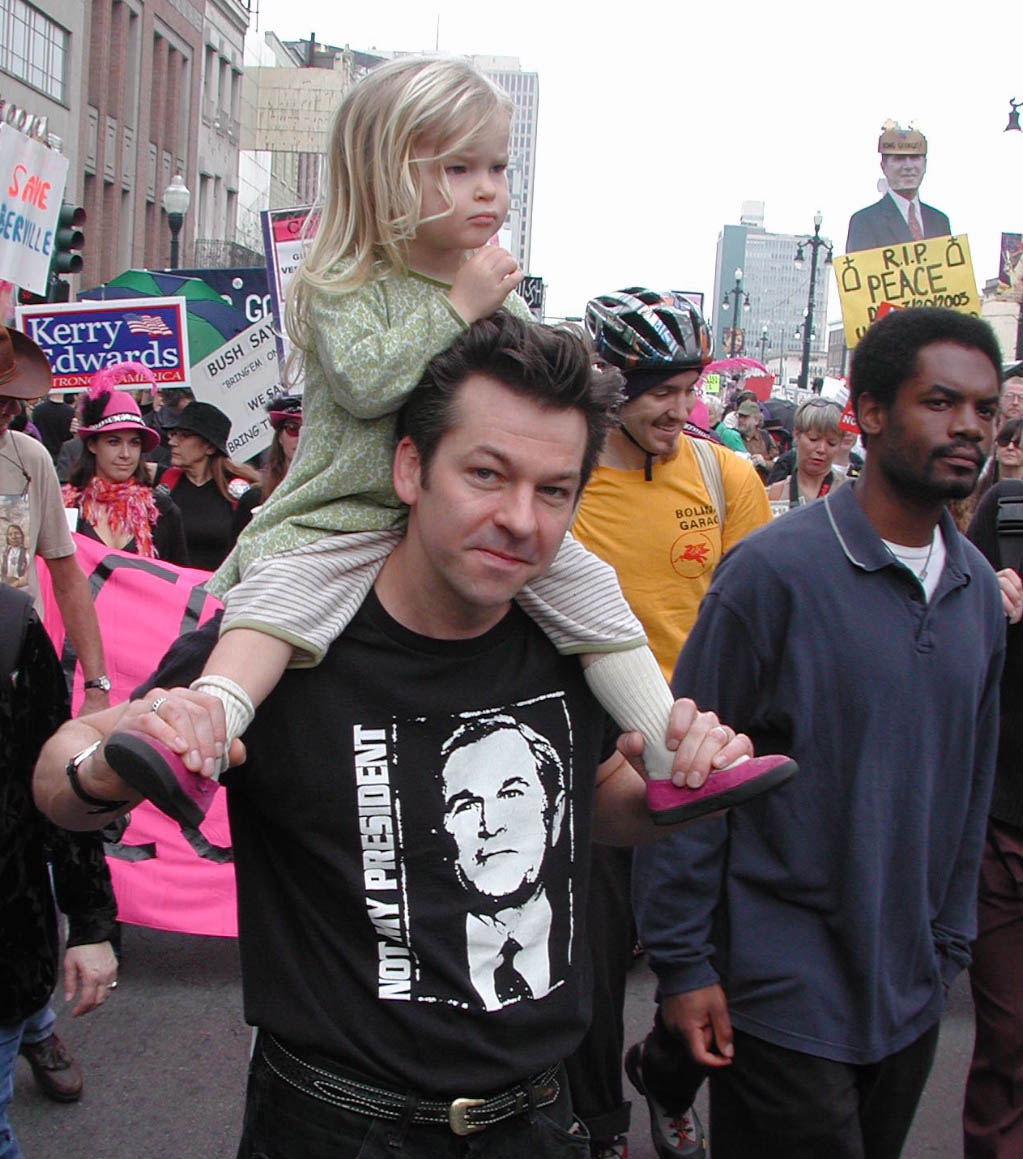
Niña a hombros

La expresión a hombros o a cuestas, se refiere a la acción de llevar a una persona o animal sobre la espalda de otra persona. Esto se puede hacer para transportar a alguien de un sitio a otro o simplemente para poder elevar la posición de la persona soportada, un caso muy común suele ser para celebrar un triunfo.
Generalmente, las personas adultas lo utilizan para poder llevar a otras personas adultas, criaturas o también animales como los corderos y, por extensión, se pueden llevar cosas inanimadas "a cuestas.

## Etimología
De hecho su origen etimológico, guarda relación con la forma de llevar a las personas: encima los hombros o cogidas a la espalda (a cuestas).

## Niveles
Una persona se puede llevar a hombros en dos modos diferentes.
En el primer modo, se ponen las piernas a cada lado del cuello, asiento en la parte superior de los hombros con una pierna colgando a cada lado del pecho del portante.  Sin embargo, porque realizar esta acción hace que el centro de gravedad de las dos personas sea más alto, lo que hace más dificultoso el equilibrio, por tanto, es peligroso que personas corpulentas, sean la de la parte superior.
En el otro modo, la persona transportada apoya el pecho contra la espalda de quien la lleva y además se acostumbra pasar los brazos alrededor del cuello y las piernas alrededor de la cintura para un mejor soporte.
Este segundo modo de transporte requiere menos fuerza física y es más seguro para ambas personas, y es una de las modalidades en el Eukonkanto finlandés.

## Piggy back
La expresión equivalente en inglés, piggy back, se utiliza con sentido similar en distintos campos como la oftalmología, la ingeniería eléctrica, la ingeniería informática, la informática, la geología, el transporte, etc.

## Galería

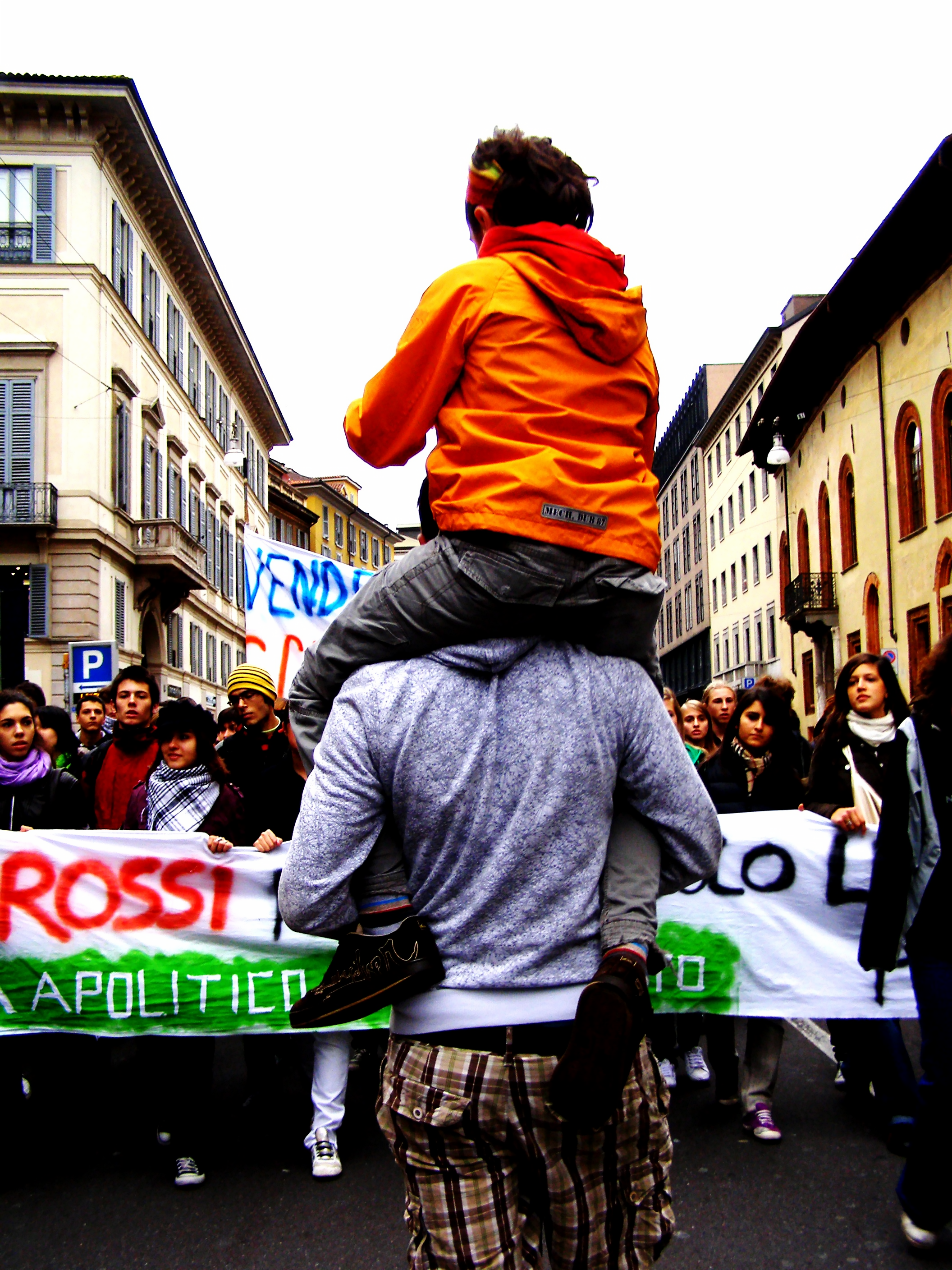
A hombros para tener mejor visión

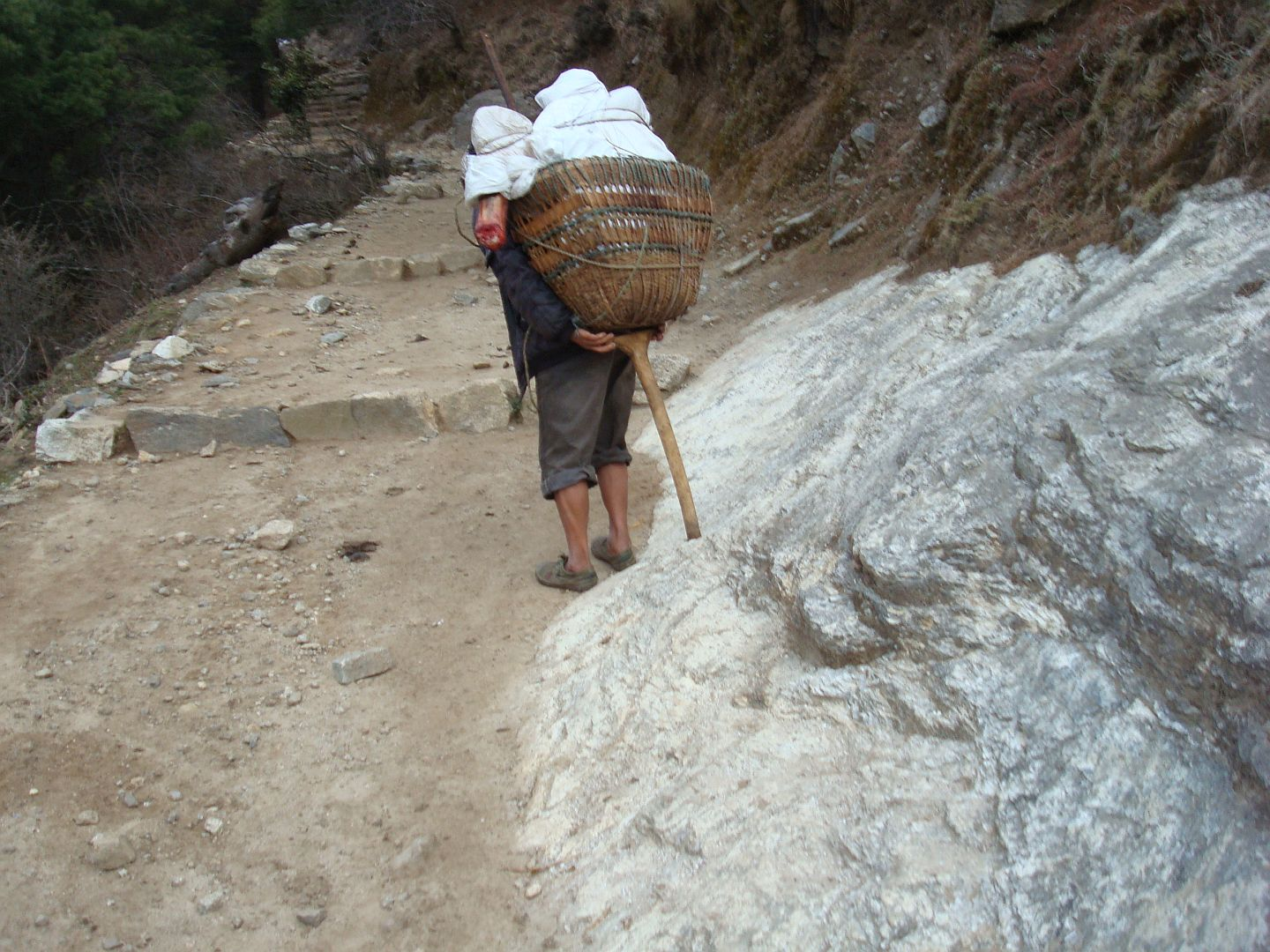
Cesta de mimbre llevada a cuestas
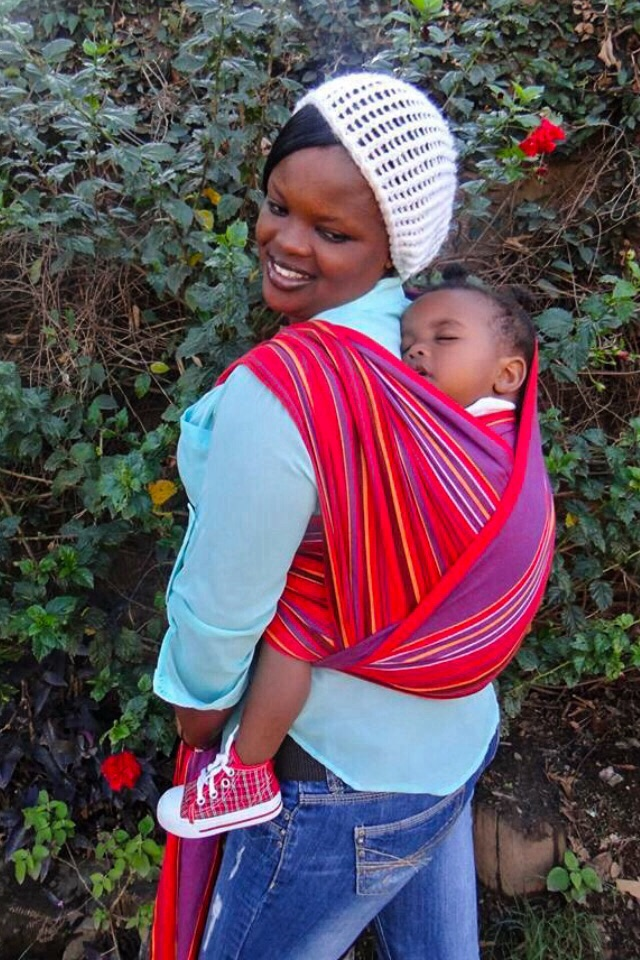
Niño llevado a cuestas en una envoltura kikoi Toto
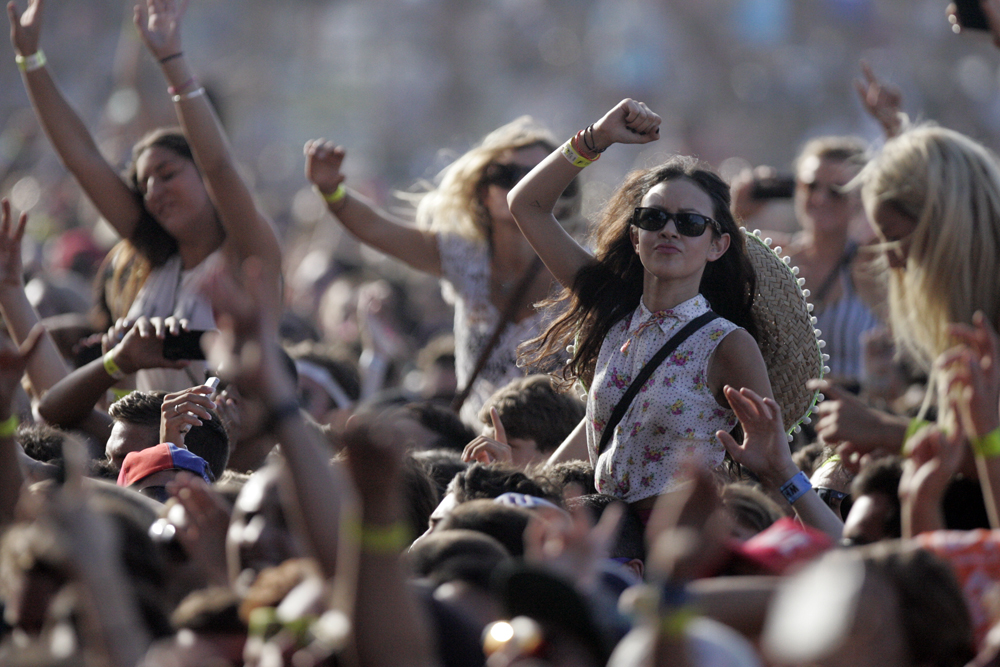
Mujeres sentadas a hombros de alguien en medio de una multitud
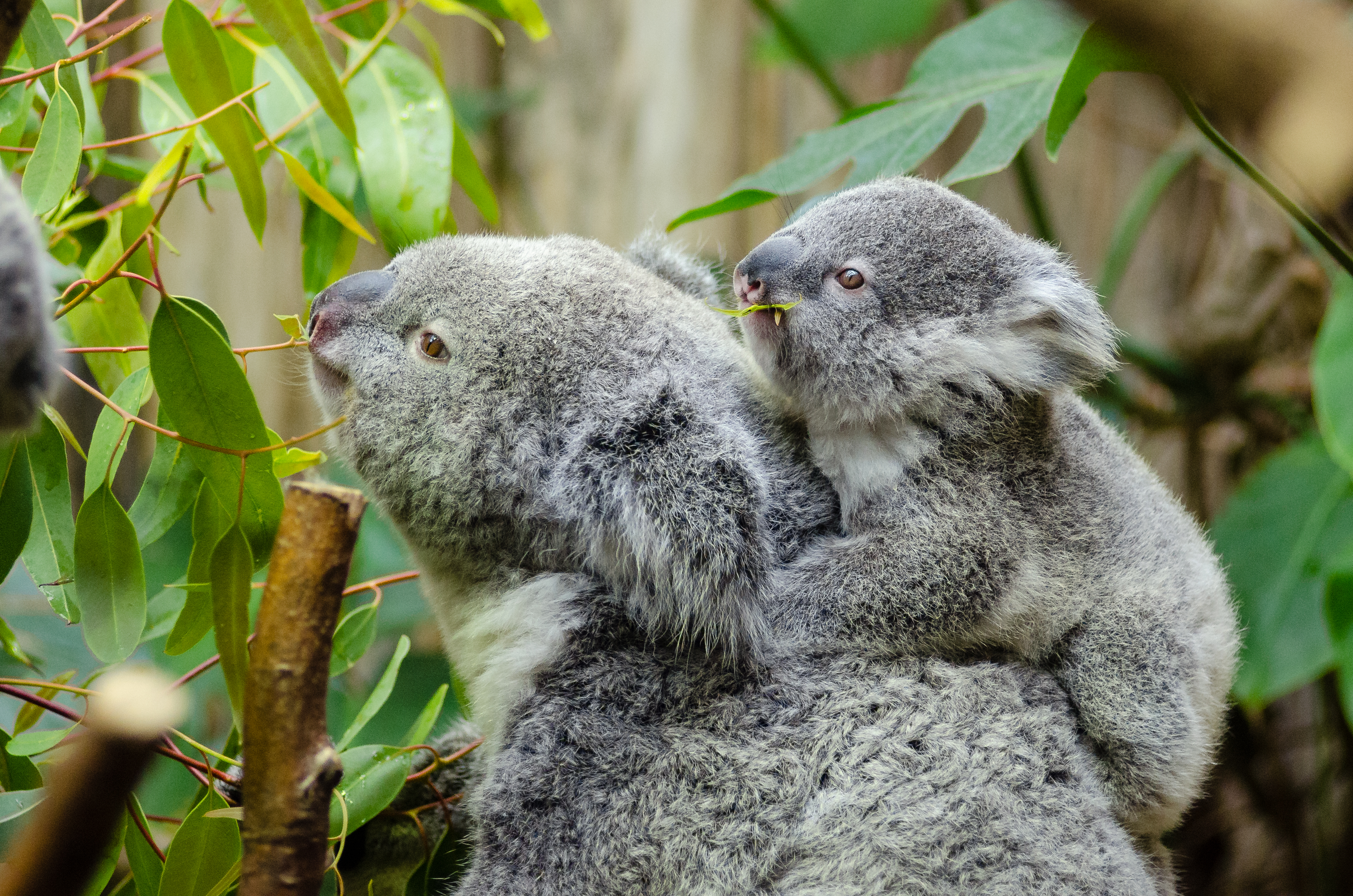
Koala a cuestas
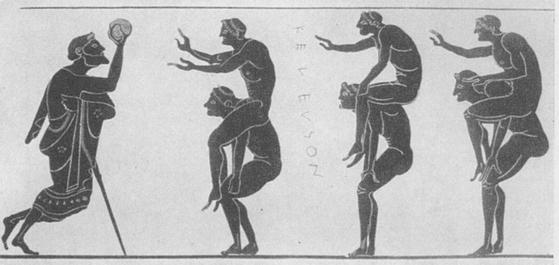
Juego a hombros (500 BC)
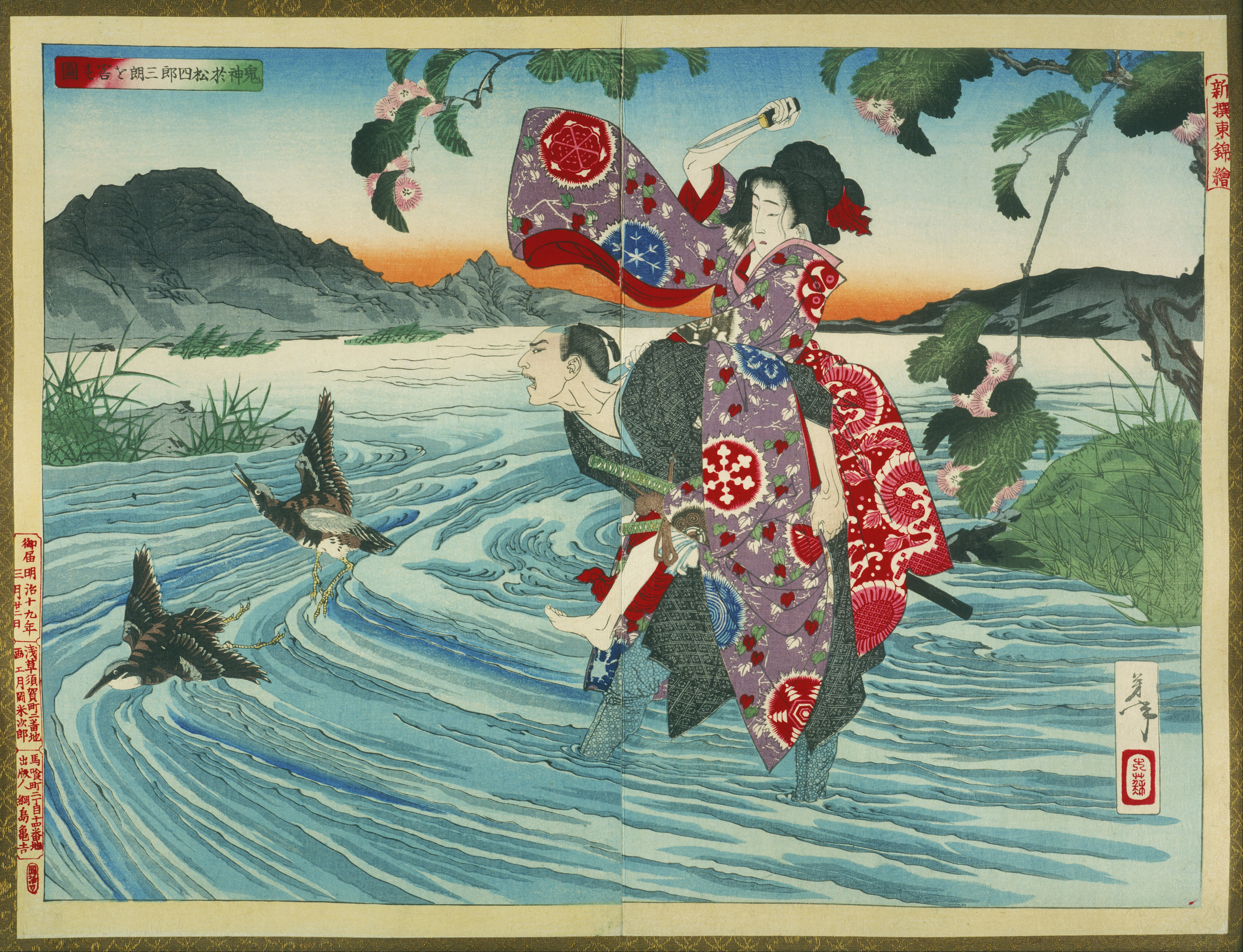
Tsukioka Yoshitoshi "Higashi Nishiki: el dios demonio Omatsu Shiro Saburo"